# Stefan Olsson
Stefan Olsson (* 24. April 1987 in Falun) ist ein ehemaliger schwedischer Rollstuhltennisspieler.

## Karriere
Im Einzel erreichte Olsson 2011 mit Rang zwei seine höchste Platzierung in der Weltrangliste, im Doppel stand er 2009 auf Rang vier. Seine größten Einzel-Erfolge waren die Siege beim Wheelchair Tennis Masters in den Jahren 2008 und 2010 sowie der Titelgewinn in Wimbledon 2017. Im Doppel gewann er neben dem Masters im Jahr 2008 mit Peter Vikström auch die US Open 2009 sowie in Wimbledon 2010.
Bei den Paralympischen Spielen nahm Stefan Olsson dreimal teil. 2004 erreichte er mit Peter Vikström das Viertelfinale der Doppelkonkurrenz, 2008 gewann er in Peking mit Vikström die Silbermedaille. Das Endspiel verloren sie gegen Stéphane Houdet und Michaël Jeremiasz. Im Einzel zog er 2008 zudem ins Viertelfinale ein. Den größten Erfolg feierte Olsson 2012 in London, als er an der Seite von Vikström die Goldmedaille gewann. Sie besiegten im Finale Frédéric Cattaneo und Nicolas Peifer.
2021 beendete er seine Karriere.